# Келлер, Альберт фон
А́льберт фон Ке́ллер (нем. Albert von Keller; 27 апреля 1844, Гайс, Швейцария — 14 июля 1920, Мюнхен, Веймарская республика) — немецкий живописец.
Альберт фон Келлер получил художественное образование в Мюнхенской академии изящных искусств под руководством Франца фон Ленбаха и Артура фон Рамберга. Вначале писал сцены из жизни среднего и высшего общества и отличные портреты; впоследствии стал брать для своих картин исторические, мифологические, фантастические и другие темы. 
Его главные произведения: «Воскрешение дочери Иаира» (в Мюнхенской новой пинакотеке), «Спящие колдуньи» (1888), «Римская баня», «Шопен за фортепиано», «Императрица Юстина в Пренестинском храме Юноны», «Суд Париса», «После ужина».
Похоронен на Старом южном кладбище в Мюнхене.